# Estacada
Estacada es una ciudad ubicada en el condado de Clackamas en el estado estadounidense de Oregón. En el año 2007 tenía una población de 2.695 habitantes y una densidad poblacional de 871.9 personas por km².

## Geografía
Estacada se encuentra ubicada en las coordenadas 45°17′24″N 122°20′4″O / 45.29000, -122.33444.

## Demografía
Según la Oficina del Censo en 2000 los ingresos medios por hogar en la localidad eran de $39,200, y los ingresos medios por familia eran $46,445. Los hombres tenían unos ingresos medios de $37,269 frente a los $22,267 para las mujeres. La renta per cápita para la localidad era de $17,049. Alrededor del 12.9% de la población estaban por debajo del umbral de pobreza.